# Ālājūjeh
Ālājūjeh (persiska: اَلاجوجِه, آلاجوجه, Alājūjeh, اَلَ جُّجِه) är en ort i Iran.   Den ligger i provinsen Östazarbaijan, i den nordvästra delen av landet, 500 km nordväst om huvudstaden Teheran. Ālājūjeh ligger 370 meter över havet och antalet invånare är 222.
Terrängen runt Ālājūjeh är kuperad åt nordväst, men åt sydost är den bergig. Ālājūjeh ligger nere i en dal. Runt Ālājūjeh är det ganska glesbefolkat, med 34 invånare per kvadratkilometer. Närmaste större samhälle är Oshtūbīn, 19,9 km sydväst om Ālājūjeh. Trakten runt Ālājūjeh består till största delen av jordbruksmark.